# Marian Thomàs
Marian Thomàs (Reus, segle xviii - segle XIX) va ser un menestral que tenia la condició de familiar del San Ofici.
A inicis de l'any 1817 va ser nomenat alcalde de Reus, i va rebre la vara d'alcalde de mans de Pau de Miró i de Miró, personatge de la petita noblesa reusenca, regidor a l'anterior ajuntament i d'ideologia conservadora. L'anterior alcalde, l'advocat Joan Casas, també conservador i molt vinculat a la Inquisició, era fora de la ciutat.
El seu mandat, que en principi havia de durar dos anys, es va caracteritzar per la tranquil·litat a la ciutat i a la comarca, fruit de la repressió que havia exercit Joan Casas contra els elements liberals i les Lògies maçòniques de la vila que s'havien mantingut actives des del Trienni liberal. Pel seu ofici de familiar va acabar amb aquests grups que promovien aldarulls i instaven al poble i a l'exèrcit a proclamar la constitució de Cadis, derogada el 1814.
Durant el seu mandat hi va haver el pronunciament del general Luis de Lacy y Gautier que a Catalunya va iniciar Milans del Bosch, revolta que va fracassar i Lacy va ser afusellat. A Reus es va fer notar la revolta en els moviments de grups de l'antiga milícia nacional que van ser silenciats de forma immediata. Segons Andreu de Bofarull, les lògies maçòniques de Reus i Tarragona que constituïen grups reduïts de joves es van extingir per elles mateixes, segurament al fracassar el pronunciament.
Un dels fets més importants del seu tranquil mandat va ser el seguiment d'un plet contra el Capítol de canonges de la Seu de Tarragona per veure si recuperava uns diners (4.000 duros) que el Mariscal Suchet s'havia emportat a la ciutat veïna en qualitat de préstec de guerra, plet que havia iniciat el 1816 l'anterior alcalde. Els debat van durar molt de temps, i Bofarull diu que ell no n'havia pogut esbrinar el resultat. Degut a les sequeres permanents, Marian Thomàs va organitzar amb el prior de sant Pere unes rogatives al mes d'agost d'aquell any, i una processó amb el sant Crist de l'església de la Sang i totes les confraries de la ciutat fins a l'ermita de Misericòrdia, on van recollir la imatge de la Verge i la van portar a Reus. Quan va ploure, es van fer misses d'agraïment i es va tornar la imatge al seu lloc.
Va regular amb una nova normativa l'ensenyament públic de la ciutat i va convocar noves places de mestres municipals. Va realitzar una posada al dia del cadastre municipal per tal de rectificar els impostos que s'havien de cobrar, ja que l'ajuntament no tenia solvència i a més els van reclamar diners no justificats de les obres del Canal de Reus a Salou que van cessar amb la guerra del Francès. Durant el seu mandat, diu Andreu de Bofarull, l'hisendat Marià Fonts Ciurana, que seria alcalde al trienni liberal, va muntar en una casa al camí de Riudoms, "con asombro de toda la población" un molí de farina mogut amb una màquina de vapor. Va fer-la funcionar, però els materials utilitzats en la construcció de la maquinària, que no eren de ferro colat, van inutilitzar l'obra sense que en tragués cap benefici, acaba dient Bofarull. Al mes de novembre, Marian Thomàs va habilitar l'ermita del Roser com a Casa de la Caritat per recollir els indigents, ja que el local que s'havia destinat per aquest ús l'any 1816 no reunia condicions. Va cessar el 31 de desembre de 1817 perquè el govern havia canviat el sistema de nomenament d'alcaldes, i a partir del 1818 serien nomenats per insaculació.